# Gurgy
Gurgy és un municipi francès, situat al departament del Yonne i a la regió de Borgonya - Franc Comtat. L'any 2007 tenia 1.650 habitants.

## Demografia

### Població
El 2007 la població de fet de Gurgy era de 1.650 persones. Hi havia 640 famílies, de les quals 148 eren unipersonals (52 homes vivint sols i 96 dones vivint soles), 216 parelles sense fills, 236 parelles amb fills i 40 famílies monoparentals amb fills.
La població ha evolucionat segons el següent gràfic:
Habitants censats

### Habitatges
El 2007 hi havia 731 habitatges, 651 eren l'habitatge principal de la família, 36 eren segones residències i 44 estaven desocupats. 679 eren cases i 40 eren apartaments. Dels 651 habitatges principals, 498 estaven ocupats pels seus propietaris, 138 estaven llogats i ocupats pels llogaters i 15 estaven cedits a títol gratuït; 9 tenien una cambra, 41 en tenien dues, 111 en tenien tres, 202 en tenien quatre i 289 en tenien cinc o més. 553 habitatges disposaven pel capbaix d'una plaça de pàrquing. A 265 habitatges hi havia un automòbil i a 348 n'hi havia dos o més.

### Piràmide de població
La piràmide de població per edats i sexe el 2009 era:
| Homes | Edats   | Dones |
| ----- | ------- | ----- |
| 0     | 95 o +  | 0     |
| 0     | 90 a 94 | 0     |
| 12    | 85 a 89 | 4     |
| 12    | 80 a 84 | 20    |
| 12    | 75 a 79 | 16    |
| 4     | 70 a 74 | 28    |
| 40    | 65 a 69 | 12    |
| 32    | 60 a 64 | 56    |
| 52    | 55 a 59 | 44    |
| 64    | 50 a 54 | 56    |
| 72    | 45 a 49 | 64    |
| 84    | 40 a 44 | 76    |
| 68    | 35 a 39 | 76    |
| 68    | 30 a 34 | 52    |
| 24    | 25 a 29 | 48    |
| 48    | 20 a 24 | 16    |
| 96    | 15 a 19 | 76    |
| 84    | 10 a 14 | 48    |
| 32    | 5 a 9   | 60    |
| 48    | 0 a 4   | 72    |

## Economia
El 2007 la població en edat de treballar era de 1.098 persones, 797 eren actives i 301 eren inactives. De les 797 persones actives 756 estaven ocupades (388 homes i 368 dones) i 42 estaven aturades (17 homes i 25 dones). De les 301 persones inactives 129 estaven jubilades, 113 estaven estudiant i 59 estaven classificades com a «altres inactius».

### Ingressos
El 2009 a Gurgy hi havia 656 unitats fiscals que integraven 1.643,5 persones, la mediana anual d'ingressos fiscals per persona era de 19.488 €.

### Activitats econòmiques
Dels 54 establiments que hi havia el 2007, 3 eren d'empreses extractives, 2 d'empreses alimentàries, 4 d'empreses de fabricació d'altres productes industrials, 13 d'empreses de construcció, 8 d'empreses de comerç i reparació d'automòbils, 1 d'una empresa de transport, 4 d'empreses d'hostatgeria i restauració, 2 d'empreses d'informació i comunicació, 2 d'empreses financeres, 3 d'empreses immobiliàries, 4 d'empreses de serveis, 3 d'entitats de l'administració pública i 5 d'empreses classificades com a «altres activitats de serveis».
Dels 20 establiments de servei als particulars que hi havia el 2009, 1 era una oficina bancària, 3 tallers de reparació d'automòbils i de material agrícola, 2 paletes, 1 guixaire pintor, 2 fusteries, 2 lampisteries, 3 electricistes, 3 perruqueries, 1 restaurant i 2 agències immobiliàries.
Dels 3 establiments comercials que hi havia el 2009, 1 era una botiga de més de 120 m² i 2 fleques.
L'any 2000 a Gurgy hi havia 4 explotacions agrícoles.

## Equipaments sanitaris i escolars
L'únic equipament sanitari que hi havia el 2009 era una farmàcia.
El 2009 hi havia 1 escola maternal i 1 escola elemental.

## Poblacions més properes
El següent diagrama mostra les poblacions més properes.